# آلکسی لئونتیف
الکسی نیکلایویچ لئونتیف (به روسی: Алексей Николаевич Леонтьев) (زاده ۱۹۰۳- درگذشته ۱۹۷۹) روان‌شناس روس که آثار مهمی در زمینه‌های روان‌شناختی دارد و ابداع‌گر نظریه فعالیت است.
لئونتیف تحت تأثیر نظریه تاریخی فرهنگی ویگوتسکی، نظریه ای که بر حسب آن «اگر انسانها تاریخ را می‌سازند تاریخ نیز تعیین کننده آنهاست» قرار داشت.
لئونتیف که در دوران شوروی، فعالیت‌های علمی خود را انجام می‌داد، خود را پیرو اندیشه‌های کارل مارکس، فیلسوف آلمانی می‌دانست.